# Стою Торолинко
Стойо (Стою) Торолинков, известен като Торолинко, е български хайдутин и революционер, участник в Кресненско-Разложкото въстание в 1878 - 1879 година.

## Биография
Стою Торолинко е роден в планинското село Палат. След Берлинския конгрес от 1878 година, действа с малката чета в района на Каршияка, западно от Струма. Неговата чета, заедно с тези на Стоян Карастоилов, Коста Кукето, Кръстю Аризанов, Георги Гаджала участва в големия отряд, който напада на 5 октомври 1878 година Кресненските ханове и дава начало на Кресненско-Разложкото въстание. На 8 октомври същата година е определен за член на въстаническия щаб, като трети войвода. В хода на въстанието се появяват вътрешни разногласия. Торолинко и селските чорбаджии в Каршияка, организират заговор срещу Димитър Попгеоргиев и Златко войвода. В резултат на този заговор на 14 януари 1879 година, Попгеоргиев повторно е арестуван и насила отстранен от ръководството на въстанието.